# ان‌سی‌تی دوجه‌جونگ
ان‌سی‌تی دوجه‌جونگ (کره‌ای: 엔시티 도재정؛ انگلیسی: NCT DoJaeJung) پنجمین زیرگروه از گروه پسرانه کره جنوبی، ان‌سی‌تی است که توسط اس‌ام انترتینمنت شکل گرفته‌است. این گروه متشکل از سه عضو است: دویونگ، جه‌هیون و جونگ‌وو. این گروه در ۱۷ آوریل ۲۰۲۳ با انتشار آلبوم چندآهنگه (ئی‌پی) عطر فعالیتش را آغاز کرد. گروه به دلیل موسیقی آراندبی و عملکرد وکال همه اعضا مورد تحسین قرار گرفت که آن را متمایز از دیگر زیرمجموعه‌های ان‌سی‌تی می‌کند.

## اعضا
- دویونگ (도영)
- جه‌هیون (재현)
- جونگ‌وو (정우)